# François d’Agincour
François d’Agincour (auch: Dagincour, (d’)Agincourt; * 1684 in Rouen; † 30. April 1758 ebenda) war ein französischer Cembalist, Organist und Komponist des Barock.

## Leben
D’Agincour war wahrscheinlich ein Schüler von Jacques Boyvin, dem damaligen Organisten der Kathedrale Notre-Dame. Später ging er nach Paris, um sein Orgelspiel unter Anleitung des königlichen Hoforganisten Nicolas Antoine Lebègue weiterzuentwickeln. Am 6. Dezember 1701 wurde er nach einem Probespiel zum Organisten der Kirche Sainte-Madeleine-en-la-Cité ernannt, wo er sein Amt bis zum 12. September 1706 ausübte. Nachdem Boyvin am 30. Juni selben Jahres verstarb, wurde d’Agincour am 25. August, wieder nach erfolgreichem Probespiel, sein Nachfolger. Diesen Posten sollte er noch 52 Jahre lang bekleiden. Parallel dazu wurde er Organist an der königlichen Abtei Saint-Quen.
Im Oktober 1714 wurde d’Agincour einer der vier königlichen Organisten der Chapelle Royale und wurde damit Nachfolger von Louis Marchand. 1726 schließlich errang er ein zusätzliches Amt als Organist der Kathedrale von Rouen. Ein Schüler von d’Agincour war Jacques Duphly.

## Werke
- Pièces de clavecin (1733)
- Airs à voix seule et basse continue (1713–1716)
- 48 Orgelwerke, in einem undatierten Manuskript des Père Pingré